# Jan I van der Mark-Lummen

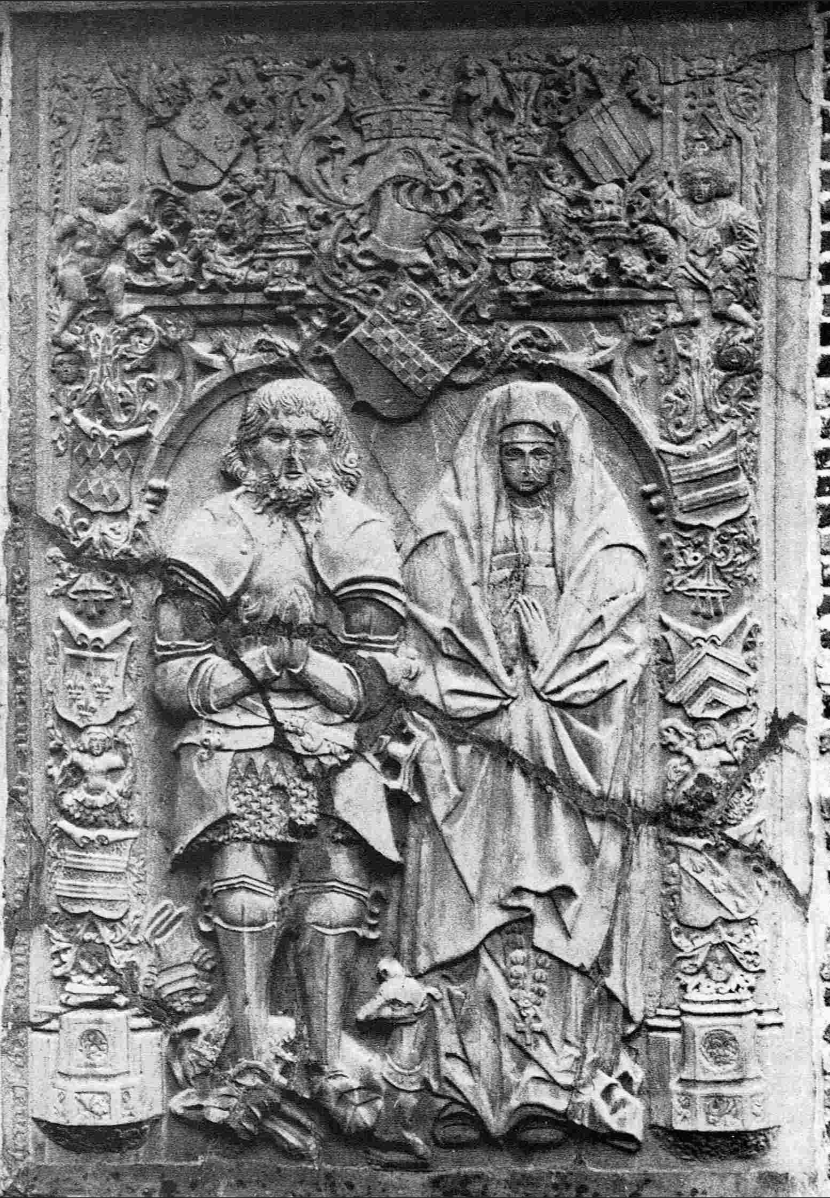
Grafsteen van Jan I van der Mark-Lummen en Margereta van Ronkel

Jan I van der Mark-Lummen of Johan I van der Mark-Arenberg, heer van Lummen, Seraing en Franchimont († 14 augustus 1519) was een Zuid-Nederlands edelman uit het huis Van der Mark.

## Leven
Als oudste zoon van Willem I van der Mark en Johanna van Aarschot-Schoonhoven, kwam hij uit een zijtak van het Huis Arenberg die zich in de Nederlanden had gevestigd.
In 1478 werd hij kanunnik in de Sint-Pauluskerk van Luik en toen zijn vader momboor van de stad was geworden, trad hij ook toe tot het Sint-Lambertuskapittel. Het conflict tussen de Van der Marks en de Hornes was in volle gang. Zijn vader gebruikte afpersing om hem op 14 september 1482 tot bisschop van Luik te doen verkiezen door een deel van het Sint-Lambertuskapittel, maar een meerderheid van de kanunniken vluchtte naar Leuven en verkoos daar de volgende maand Jan van Horne. Deze kreeg de steun van keizer Frederik III en werd in december 1483 bevestigd door paus Sixtus IV. Jan werd schadeloos gesteld door de Vrede van Tongeren met geld en beneficiën.
Na de dood van zijn vader in 1485 betrok hij het kasteel van Franchimont. Deze avouerie vormde met Lummen en Seraing de kern van zijn bezit. Andere heerlijkheden werden met de regelmaat van een klok verworven en afgestaan. Hij was nog jong om een grote rol te spelen in de burgeroorlog, die door zijn ooms werd gevoerd. Na de Vrede van Donchery werd hij in 1495 seneschalk van Montenaken.
Hij stierf in 1519 en werd begraven in het koor van de kerk van Lummen.

## Grafsteen
Na de sloop van de Lummense kerk in 1865 werd de grafkelder van de Van der Marks geopend. De loden kist van Jan I werd met drie andere in 1872 overgebracht naar de Arenbergcrypte van de kapucijnenkerk van Edingen. De zware grafsteen met zijn beeltenis en die van zijn vrouw werd eveneens naar Edingen vervoerd en in 1913 naar het kasteel van Arenberg in Heverlee, waar hij werd ingemetseld in een parkmuur.

## Familie
Uit zijn huwelijk met Margareta van Wied-Runkel († 1547) op 26 november 1499 had hij de volgende kinderen: 
- Jan II van der Mark-Lummen (1500-1552), getrouwd met Margareta van Wassenaer
- Willem van der Mark († 1557), kanunnik en aartsdiaken in Luik
- Odilia van der Mark († 1558), getrouwd met graaf Filip van Virneburg
- Claudia van der Mark
- Anna van der Mark († 1573), non in de abdij van Nijvel
- Anastasia van der Mark

## Voetnoten
1. ↑  Een inscriptie op zijn doodskist in de crypte van de kapucijnenkerk van Edingen vermeldt 18 augustus.